# Portret Elene Anguissola
Portret Elene Anguissole (alternativno ime: Portret umetničine sestre Elene kot redovnice), datiran v leto 1551, je ena najzgodnejših slik italijanske slikarke Sofonisbe Anguissola. Hranijo jo v Southampton City Art Gallery.

## Opis
Na tem portretu je redovnica Elena Anguissola, novinka z imenom sestra Minerva. Slika je podpisana in datirana, a težko berljiva: »SOPHONISBA ANGUSSOLA VIRGO M [...] TERI AGO.TI PINXIT MDLI.« Flavio Caroli je dokončal napis in dodal naslednje: »MONASTERI SANCTI AGOSTINI«. Elena Anguissola je bila redovnica v samostanu di Sant'Agostino v Mantovi.
Slika prikazuje sposobnost in izrazno slikarsko moč ter naklonjenost izrazni fizionomiji, značilni za slikarstva 16. stoletja v Lombardiji. Pozornost do psihološkega izražanja, ki je tukaj ilustrirana, je prisotna tudi na drugih slikah Sofonisbe Anguissole; v Šahovski igri leta 1555 in njeni sliki  Avtoportret ob spinetu je slikarka pokazala žensko sposobnost igranja šaha ali glasbila kot bistvenega dela izobraževanja mlade plemenite ženske.
Portret Elene Anguissole je bil v zbirki Earl of Yaborough, tam je ostal do leta 1936, ko ga je prevzel muzej v Southamptonu. Po besedah Rossane Sacchi je bila slika nekoč pripisana Tizianu. Šele kasneje je bila prepoznana kot delo Sofonisbe Anguissole in kot portret njene sestre Elene.
Portret religiozne ženske je narejen na temnem ozadju. Mlada redovnica v rokah drži drobno knjigo, prekrito z rdečim usnjem in okrašeno z zlatom. Slog slike spominja na Correggia, Lorenza Lotta in tudi Bernardina Gattija. Anguissola se zadržuje na določenih podrobnostih in ujame sladkost, intenzivnost videza in umirjenost redovnice: ustvari tihe in kontemplativne podobe, zgrajene okoli skoraj trdnih geometričnih elementov sestrinega redovniškega habita.